# Cent vint-i-sis
El nombre 126 (CXXVI) és el nombre natural que segueix el nombre 125 i precedeix el nombre 127.
La seva representació binària és 1111110, la representació octal 176 i l'hexadecimal 7E.
La seva factorització en nombres primers és 2×3²×7; altres factoritzacions són 1×126 = 2×63 = 3×42 = 6×21 =7×18 = 9×14; és un nombre 4-gairebé primer: 7×3×2×3 = 126.